# Craig Mottram

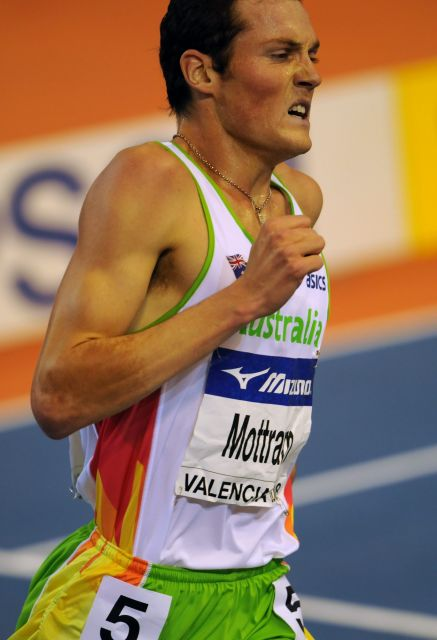
Craig Mottram

Craig Mottram (* 18. Juni 1980 in Melbourne) ist ein ehemaliger australischer Langstreckenläufer und mehrfacher Ozeanien-Rekordhalter.
Seine besten Ergebnisse erzielte er im 5000-Meter-Lauf, in dem er bislang sechsmal (2002, 2004 bis 2008) australischer Meister wurde. 2002 wurde er zudem nationaler Meister über 1500 m.
Bei den Crosslauf-Weltmeisterschaften wurde er auf der Kurzstrecke 2001 Achter, 2002 Fünfter und 2004 Neunter. 2000 startete er bei den Olympischen Spielen in Sydney über 5000 m, schied aber im Vorlauf aus. Im Jahr darauf erreichte er bei den Leichtathletik-Weltmeisterschaften in Edmonton über 1500 m das Halbfinale.
Nachdem er über 5000 m bei den Commonwealth Games 2002 in Manchester Sechster und bei den Olympischen Spielen 2004 in Athen Achter geworden war, galt er bei den Leichtathletik-Weltmeisterschaften 2005 in Helsinki als Geheimfavorit und einziger weißer Läufer, der über diese Strecke wie einst Dieter Baumann den afrikanischen Läufern Paroli bieten könnte. Er gewann mit einem guten Endspurt die Bronzemedaille hinter Benjamin Limo (KEN) und Sileshi Sihine (ETH).
2006 errang er über 5000 m die Silbermedaille bei den Commonwealth Games in Melbourne und wurde Neunter über 1500 m. Bei den Weltmeisterschaften 2007 in Osaka kam er über 5000 m auf Platz 13, bei den Olympischen Spielen 2008 verpasste er knapp den Einzug ins Finale.
Auch bei Straßenläufen ist er erfolgreich. Von 2003 bis 2006 siegte er viermal in Folge beim Great Ireland Run. Beim Healthy Kidney 10K ist er mit seinen Siegen 2005 und 2006 bisher der einzige Mann, der zweimal gewinnen konnte. Außerdem gewann er 2004 den Great Manchester Run sowie die San Silvestre Vallecana und 2007 den Luzerner Stadtlauf.
Craig Mottram ist 1,88 Meter groß, wiegt 71 kg und ist von Beruf Rettungsschwimmer.

## Persönliche Bestzeiten
- 1500 m: 3:33,97 min, 18. August 2006, Zürich
- 1 Meile: 3:48,98 min, 29. Juli 2005, Oslo (Ozeanien-Rekord)
  - Halle: 3:54,81 min, 2. Februar 2007, New York City
- 2000 m: 4:50,76 min, 9. März 2006, Melbourne (Ozeanien-Rekord)
- 3000 m: 7:32,19 min, 17. September 2006, Athen (Ozeanien-Rekord)
  - Halle: 7:34,50 min, 26. Januar 2008, Boston
- 5000 m: 12:55,76 min, 30. Juli 2004, London (Ozeanien-Rekord)
- 10.000 m: 27:34,48 min, 4. Mai 2008, Palo Alto
- 10-km-Straßenlauf: 27:54 min, 23. Mai 2004, Manchester (Ozeanien-Rekord)